# دائرة كايين

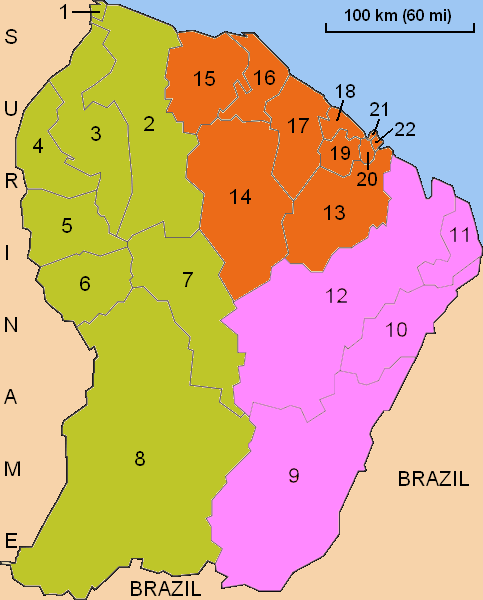

دائرة كايين (بالإنجليزية: Arrondissement of Cayenne)‏ هي دائرة فرنسية واقعة في إقليم غويانا بها 16 كانتون و14 بلدية.
‌